# ایرنه آزوئلا
ایرنه آزوئلا (به انگلیسی: Irene Azuela) (زاده  ۲۷ اکتبر ۱۹۷۹) بازیگر و تهیه‌کننده انگلیسی-مکزیکی است.
از کارهای معروف او می‌توان به بازی در فیلم‌های بوفالو شب، قطعه موسیقی صفر اشاره کرد.